# Fabio Fazio
Fabio Fazio (Savona, 1964. november 30. –) olasz televíziós műsorvezető. 1982-es debütálása után számos tévéműsort mutatott be, köztük a Quelli che… il Calcio, Vieni via con me és a Quello che (non) ho. 2003 óta vezeti a heti Che tempo che fa című talkshow-t, amely 2023 októbere óta kerül adásba a Nove televízión, korábban a Rai 3 sugározta. 1999-ben, 2000-ben, 2013-ban és 2014-ben ő volt a Sanremói Dalfesztivál műsorvezetője.

## Élete

### Korai évek
Fabio Fazio 1964. november 30-án született Savonában, Liguriában, apja Giuseppe Varazzéból, míg anyja Delia Calabriából származik. Miután megszerezte az érettségit a savonai liceo classico Gabriello Chiabrerában, anyja javaslatára jogot tanult. Később úgy döntött, hogy otthagyja jogi tanulmányait, és beiratkozott a genovai egyetemre, ahol 110/110-es eredménnyel diplomázott irodalomból, az olasz szerző-előadók által írt dalok irodalmi elemeiről szóló szakdolgozatával.

### Első rádiós és tévés fellépései
1980-ban Fazio rádiós személyiségként mutatkozott be, olyan helyi állomásokon, mint a Radio Vecchia Savona és a Radio Golfo Ligure. 1982-ben a RAI Black Out című rádióműsorában debütált hírességek megszemélyesítőjeként.
Miután megnyerte az olasz nemzeti műsorszolgáltató által szervezett versenyt, Fazio 1983-ban lépett fel először tévében, amikor részt vett Raffaella Carrà Pronto Raffaella? című műsorban. A következő években számos más tévéműsorban szerepelt, köztük Rai 1 játékműsorában, Loretta Goggi kvízben, Rete 4 szponzorvárosában és Rai 3 L'orecchiocchiójában.
1987-ben Fazio rendszeresen megjelent a Forza Italiában (Hajrá Olaszország!), az egyik első, az Odeon TV által sugárzott TV-műsorban, amely a futballmeccsekről szóló beszédeket szórakoztató szkeccsekkel keverte. 1989-90-ben a RAI Fate il vostro gioco és Mai dire mai programjaiban is dolgozott. 1990-ben és 1991-ben bemutatta a Bananét, a Telemontecarlo által sugárzott szatirikus műsort. Ugyanennél a hálózatnál a T'amoTV című műsor szerzőjeként dolgozott.

### Quelli che…il Calcioés a tévés siker
1993-ban Fazio elkezdte bemutatni a Quelli che… il Calcio című műsort, amelyet a Rai 3 sugároz, és az előző, Forza Italia című műsora ihlette. A Serie A labdarúgó-mérkőzéseinek élő kommentárjain alapuló program nagyban hozzájárult ahhoz, hogy népszerűvé váljon hazájában. A műsort 2001-ig mutatta be, amikor is Simona Ventura váltotta fel, miután elhagyta az olasz közszolgálati műsorszolgáltatót. 1997-ben megkapta a Premio Regia Tv-t az Anima mia című műsoráért, amelyet Claudio Baglioni olasz énekessel mutattak be. A díjátadón átvehette az év férfi tévés személyiségének járó díjat is.
1999-ben bemutatta a Sanremói Zenei Fesztivált a virológus Nobel-díjas Renato Dulbeccóval és Laetitia Casta francia színésznő-modellel. A következő évben megerősítették az énekverseny műsorvezetőjeként. A műsor további előadói 2000-ben Luciano Pavarotti operatenor, Teo Teocoli olasz színész és Inés Sastre spanyol modell voltak.
2001-ben otthagyta a RAI-t, és szerződést írt alá az újszülött La7 magáncsatornával. Június 24-én Gad Lernerrel, Eros Ramazzottival és Pino Danielével együtt szerepelt a hálózat bemutatkozó műsorában. Azonban a La7 első talk show-ját néhány nappal a tervezett debütálás előtt törölték.

### A Che tempo che faés a műsorok Roberto Savianóval
2003-ban Fazio elkezdte bemutatni a Che tempo che fa című talkshow-t, amelyben előadóművészekkel, politikusokkal, művészekkel és tudósokkal készít interjút. 2010 novemberében bemutatta a Vieni via con me című műsorát az olasz íróval, Roberto Savianóval. A műsor nagy sikert aratott; tíz év alatt a Rai 3 legnézettebb műsorává vált. Ennek ellenére a bemutatót nem konfirmálták a következő évre, ezért Fazio és Saviano úgy döntött, hogy áthelyezik a programot a La7-re, átkeresztelve Quello che (non) ho címre. A három epizódból álló műsor átlagosan 12,67%-os részesedést ért el 2,9 millió átlagos néző mellett.

### A Sanremo Dalfesztivál
2012 júniusában a RAI bejelentette, hogy Fabio Fazio lesz a 63. Sanremói Zenei Fesztivál előadója. Luciana Littizzettót később megerősítették a műsor társműsorvezetőjének. 2013-as és 2014-es adást ők mutattak be.

### Obama-interjú
2021. február 7-én Fazio interjút készített Barack Obama volt elnökkel a Che tempo che fa című talkshow-jában. Ez volt az első alkalom, hogy Obama feltűnt egy olasz televíziós műsorban.

## Fordítás
- Ez a szócikk részben vagy egészben  a   Fabio Fazio című angol Wikipédia-szócikk ezen változatának fordításán alapul.  Az eredeti cikk szerkesztőit annak laptörténete sorolja fel. Ez a jelzés csupán a megfogalmazás eredetét és a szerzői jogokat jelzi, nem szolgál a cikkben szereplő információk forrásmegjelöléseként.